# Organizational Behavior
Das interdisziplinäre Fachgebiet Organizational Behavior (auf britischem Englisch auch: Organisational Behaviour oder Organizational Behaviour für organisatorisches Verhalten, kurz: OB) untersucht einerseits, wie Menschen sich als Individuen, in Gruppen und in ganzen Organisationen aufgrund ihres Wahrnehmens, Denkens und Fühlens verhalten und andererseits, wie Menschen von den Aktivitäten, Prozessen und Strukturen von oder in Organisationen in ihrem Verhalten beeinflusst werden. Im Mittelpunkt des Interesses steht das konkrete menschliche Verhalten in Organisationen, das immer in verschiedene inner- und außerorganisatorische Kontexte eingebettet ist.
Dabei wird oft der Ansatz der Systemtheorie, insbesondere die Theorie sozialer Systeme angewandt und sich primär an den wirksamen Regeln der Interaktionen zwischen dem Einzelnen, der Gruppe, dem Gesamtsystem und seinem sozio-ökonomischen Umfeld orientiert. Im anglo-amerikanischen Sprachraum gehört Organizational Behavior zum Grundstock aller sozial- und wirtschaftswissenschaftlichen Studiengänge auf akademischem Niveau.
In der Organisationstheorie gibt es eine Vielzahl verschiedener Ansätze, die eine Organisation jeweils aus einer speziellen Sicht beschreiben. Allen Ansätzen ist gemeinsam, dass sie Organisationen in starkem Maße als komplexe, dynamische Gebilde mit einem sozio-ökonomischen Mischcharakter ansehen. Die Organisationstheorie möchte den Zweck, das Entstehen und die Funktionsweise von Organisationen erklären und versteht unter Organisation die gezielte Anordnung von Schnittstellen zwischen Verantwortungsbereichen entlang arbeitsteiliger Wertschöpfungsprozesse.
Im Unterschied dazu geht es dem Fachgebiet Organizational Behavior um den gezielten Umgang mit Formen der Gestaltung und Sicherung von sozialen Regeln, Prozessen, Funktionen und Strukturen zur Beeinflussung des menschlichen Verhaltens in Organisationen. Hierbei werden auch unterschiedliche Kontexte (z. B. Erwartungen, Verhalten oder Sinn) auf ihre verhaltenssteuernden Wirkungen hin betrachtet.

## Verständnis von Organisation
Es gibt verschiedene grundsätzliche Auffassungen von dem, was unter Organisation zu verstehen ist.
- Versteht man Organisation als eine Realität außerhalb eines Beobachters, dann deckt eine Beschreibung reale Strukturen und Wirkungszusammenhänge auf und analysiert sie. Eine Organisation wird demnach an den wirksamen Dingen erkannt.
- Versteht man Organisation als ein mentales Modell eines Beobachters, dann erfasst eine Beschreibung die kognitiven Modelle der Umwelt und der eigenen Handlungsmuster der Beteiligten. Eine Organisation wird demnach von den Beobachtern konstruiert durch Unterscheidungen und Benennungen des dadurch Unterschiedenen.
- Versteht man Organisation als einen Diskurs der Beteiligten, dann erfasst eine Beschreibung die versprachlichten Verständnisse von Wirklichkeit der Beteiligten. Eine Organisation wird demnach bewirkt durch die Diskurse, an denen sich der Beobachter beteiligt.
- Versteht man Organisationen als ein soziales, durch mechanistische Steuerungen nur begrenzt beeinflussbares, autopoietisches System, dann besteht eine Organisation aus (kommunizierten) Entscheidungen als Folgen vorheriger Entscheidungen und als Voraussetzung weiterer Entscheidungen.

## Analyseebenen
Das Fachgebiet Organizational Behavior verwendet die drei Analyseebenen individuelles Verhalten, Verhalten in Gruppen und Verhalten in Organisationen. Diese Ebenen sind weder trennscharf noch deckungsfrei, denn ein Individuum kann in einer Situation (z. B. ein Meeting) sowohl subjekte Ziele bedenken und mit anderen Gruppenmitgliedern Gruppenziele vereinbaren, um im Rahmen der Strategieentwicklung die Formulierung von Organisationsziele zugunsten der Gruppe zu beeinflussen.
Die verhaltenssteuernde Wirkung von Zielen wirkt somit in allen drei Analyseebenen.

### Individuelles Verhalten
Das individuelle menschliche Verhalten ist grundsätzlich geprägt von subjektiven Vorstellungen über den an sich konstanten Fluss von Wahrnehmungs-, Emotions- und Motivationszuständen in Form von mentalen Modellen aufgrund von eigenen Beobachtungen. Gemachte Beobachtungen werden von dem Beobachter eine Bedeutung zugeordnet (Attribution), wobei persönliche Werte, Einstellungen, Ziele ebenso bedeutsam sind wie die eigene Fähigkeit zur Versprachlichung eigener Gedanken.
Das menschliche Verhalten in Organisationen zielt grundlegend auf den Aufbau gemeinsamer Bedeutungsinhalte (Sensemaking) ab und wird demnach bestimmt von dem gezielten Aufbau gemeinsamer Vorstellungen, was zumeist durch die Versprachlichung mentaler Modelle in direkten Kommunikationsprozessen erfolgt.

### Verhalten in Gruppen (Individuales Verhalten in sozialen Prozessen)
Das individuelle Verhalten in sozialen Situationen ist grundlegend geprägt von der prinzipiellen Offenheit/Ungewissheit menschlicher Lebenserfahrungen. Bereits durch die Beobachtung des Gegenübers hegt jeder Mensch Erwartungen über Verhalten des Gegenübers und zugleich über die Erwartungen des Gegenübers an ihn.
In einer sozialen Begegnung betrachtet jeder den zunächst unbestimmten Fortgang des eigenen Verhaltens als Freiheit und den zunächst unbestimmten Fortgang des Verhaltens des/der anderen als Kontingenz. Im einfachsten Fall von zwei Personen ergibt sich somit, dass jeder dem anderen Kontingenz zuordnet, sodass sich eine doppelte Kontingenz ergibt. Oftmals wird diese Erwartensunsicherheit abgefedert durch Kommunikation und durch (soziale) Normen.
Das beobachtete Verhalten des Gegenübers wird vom Beobachter einer Bedeutung zugeordnet (Attribution). Diese Zuordnung folgt in starkem Maße erlernten Konventionen und (erwarteten) Erwartungen. Die Zuordnung von Bedeutung ist daher sehr eng verbunden mit der Biographie des Beobachters und fast gar nicht mit dem Beobachteten. Das Verstehen von beobachteten Individuen beruht auf Beobachtungen und auf der Erwartung, dass sich der Beobachtete gemäß den zugeordneten Bedeutungen verhalten wird. Das menschliche Verhalten in Organisationen wird demnach insbesondere in sozialen Situationen bestimmt von der Gestaltung von zueinander passenden Erwartungen und Bedeutungszuordnungen.
Das Erlernen von zueinander passenden Erwartungen und Bedeutungszuordnungen in Gruppen kann zum Gruppendenken führen, bei dem in einem gemeinsamen Entscheidungsprozess Individuen ihre eigene Meinung ohne äußeren Zwang an die vermutete Gruppenmeinung anpassen.

### Verhalten in Organisationen (Individuales Verhalten in organisationalen Prozessen)
Menschen verfolgen mit ihrem Verhaltensweisen in organisationalen Prozessen subjektive Ziele jenseits des offiziellen Organisationsziels (Wertschöpfung) sehr wohl Eigeninteressen und gestalten die Erwartungs- und Verhaltens-Strukturen der Beteiligten.
Verhaltenswissenschaftlich kann man Organisationen als Koalitionen von Individuen verstehen, die ihre individuellen Ziele in unterschiedliche Verhandlungsprozesse einbringen. Eckpunkte dieses Ansatzes sind die Unvollständigkeit des Wissens, die Schwierigkeit der Bewertung zukünftiger Ereignisse, die begrenzte Auswahl an Alternativen und die Suche nach befriedigenden statt optimalen Lösungen.
Das menschliche Verhalten in Organisationen wird demnach bestimmt von der Gestaltung von Verhandlungen in und zwischen Koalitionen. Die dadurch bewirkte Ordnung ist emergent und entsteht weder durch individuelles Verhalten, noch durch das Verhalten vieler Individuen, sondern durch das Zusammenspiel (Selbstorganisation) aller Verhaltensweisen. Dieses Zusammenspiel ergibt sich maßgeblich aufgrund der Wirkung der doppelten Kontingenz, aufgrund wechselseitiger Erwartungen und aufgrund von Attributionen.
Die formalen und informellen Erwartungen der einzelnen Prozessbeteiligten bezüglich einer Situation, einer Person oder bezüglich der Erwartungen von anderen Akteuren bilden mit den offiziellen und inoffiziellen Attributionen den Kontext, in denen Menschen (insb. ihre getroffenen Entscheidungen) kommunizieren. Genau hier setzt die systemische Führung an, die mit bewussten Interventionen in Kommunikations- und Erwartungsstrukturen der Beteiligten einerseits die wirksamen sozialen Normen und Werte zu verändern versucht und dabei andererseits auch die aktuellen Regeln der Selbstorganisation mit dem Ziel zu fördern versucht, dass die aktuellen organisationalen Prozesse sich weiterentwickeln können.

## Kernbereiche
Die theoretisch fundierte Darstellung aller drei Analyseebenen des Verhaltens von Menschen in verschiedenen Kontexten wird zumeist durch die Kernbereiche Kommunikation und (multipersonelle) Entscheidungstheorie zusammengehalten, was auf der Ebene der Metatheorie durch die Theorie sozialer Systeme gewährleistet wird.
Im Kern bestehen demnach marktfähige Organisationen aus der Kommunikation von und über Entscheidungen, wobei jede Einzelentscheidung an vorherige Entscheidungen anknüpft und selbst eine Voraussetzung für Folgeentscheidungen ist. Im Blick auf die wirksamen wechselseitigen Verweisungen der Entscheidungen auf andere Entscheidungen in den Schnittstellen entlang der arbeitsteiligen Wertschöpfungsprozesse ergibt sich ein rekursiver Entscheidungsverbund, dessen Selbstreflexion anhand interner entscheidungsorientierter Kommunikationsprozesse erfolgt.: Budgets, Ziele und Aufgaben sind immer wieder zu konkretisieren, zu interpretieren und zu erläutern, um zu akzeptierten Entscheidungen zu gelangen.

## Weiterführende Artikel
| - Autopoiesis - Doppelte Kontingenz - Emergenz - Information - Kommunikation | - Kontingenz (Soziologie) - Macht in Organisationen - Gestaltbarkeit der Organisationskultur - Resonanz - Selbstorganisation in der Betriebswirtschaftslehre | - Selbstreferenz - Selbstwert - Soziale Systeme - Strukturelle Kopplung - Team |

## Kritische Würdigung
Der Begriff Organisation ist nicht eindeutig. Der amerikanische Organisationspsychologe Karl E. Weick beschreibt das Problem wie folgt:

„Der Ausdruck organisatorisches Verhalten [Organisational Behavior] macht Schwierigkeiten, weil man nie sicher ist, ob er ein Verhalten meint, das an einem bestimmten Ort stattfindet, ein Verhalten, das sich auf einen bestimmten Ort bezieht, ein Verhalten, das durch eine Organisation kontrolliert wird, ein Verhalten, das eine Organisation schafft, oder was sonst.“

Streng genommen existiert eine Organisation also nur dann, wenn ein Mensch eine Aktion ausführt, bei der er stellvertretend für die Organisation handelt oder innerhalb der Organisation mit anderen Mitgliedern interagiert.
Besteht ein Zusammenhang zwischen der Aktion und der Generierung von Wertschöpfung (und genau darum geht es in Organisationen), kommen Fragen der Gestaltung und Sicherung sozialer Regeln, Prozesse, Funktionen und Strukturen in den Blick und genau das ist der Kern von Organizational Behavior.
Eine Organisation bleibt aber letztlich gemäß Poppers Welt 2 immer ein gedankliches Konzept und zwischen "Handeln im Sinne der Organisation" und "Handeln im Eigeninteresse" kann niemals genau bzw. objektiv unterschieden werden.
Die verhaltenswissenschaftliche Theorie der Organisation versteht eine Organisation daher als Koalitionen von Individuen, die ihre individuellen Ziele in einen organisationsinternen Verhandlungsprozess einbringen. Eine beobachtbare Entscheidung in einer Organisation ist demnach das Resultat eines Verhandlungsprozesses zwischen Koalitionsmitgliedern oder zwischen Koalitionen.
Dieser Verhandlungsprozess wird geprägt durch Unvollständigkeit des Wissens, durch Probleme der Bewertung zukünftiger Ereignisse, durch eine begrenzte Auswahl an Entscheidungsalternativen und durch die Suche nach einer befriedigenden statt optimalen Lösung. Hierbei kommen sozialen Regeln, Prozessen, Funktionen und Strukturen in unterschiedlichen Kontexten erneut in den Blick.
Gerade weil eine Organisation letztlich immer ein gedankliches Konzept bleibt, kommt gemäß Weick dem Aufbau gemeinsamer Bedeutungsinhalte (sensemaking) der Organisationsmitglieder durch Kommunikationen eine zentrale Rolle bei der Gestaltung der organisationsinternen Wirklichkeit zu.
Luhmann sieht sogar in der Kommunikation von Entscheidungen den zentralen Charakter einer Organisation, weil die wechselseitigen Verweisungen der getätigten Kommunikationen und Entscheidungen ein rekursives Netzwerk ergeben, das den Kern einer Organisation ausmacht.
Gareth Morgan wies früh darauf hin, dass Organisationen aus verschiedensten Blickwinkeln beobachtbar sind. Je nach Beobachtung ergeben sich deutlich unterschiedliche Implikationen für den Aufbau, die Veränderung und die Steuerungs- und Führungskonzepte. Morgan postuliert folgende Metaphern:
- Organisation als Maschine (mechanische Führungsstile, bürokratischen Aufbau- und Ablauforganisation)
- Organisation als Organismus (Überleben gilt als Schlüsselziel)
- Organisation als Gehirn (Offenheit für Erkundung und Selbstkritik)
- Organisation als Kultur (soziale Realitäten)
- Organisation als politisches System (Interessen, Konflikte und Macht)
- Organisation als psychisches Gefängnis (intrapsychischen Vorgänge und die Impulse aus dem Unbewussten)
- Organisation als Fluss und Wandel (Rückkopplungsschleifen)
- Organisation als Machtinstrument (Zweckrationalität versus Geschäftsethik)

Das Denken in Metaphern hilft bei der Berücksichtigung von Mehrdeutigkeiten und Paradoxien, die sich Beobachter von Organisationen machen. Neue Bilder einer Organisation können neue interne Handlungsformen hervorbringen, die dann zu neuen Resultaten des Erlebens einer Organisation führen.

### Deutschsprachige Literatur
- Erich Frese: Grundlagen der Organisation. Entscheidungsorientiertes Konzept der Organisationsgestaltung. 9., vollst. überarb. Auflage. Gabler, Wiesbaden 2005, ISBN 3-409-12681-3.
- Egbert Kahle, Falko E. P. Wilms: Der Helidem. Eine nichthierarchische Form der Analyse komplexer Wirkungsgefüge. Shaker, Aachen 1998, ISBN 3-8265-5732-8.
- Detlef Krause: Luhmann-Lexikon. Eine Einführung in das Gesamtwerk von Niklas Luhmann. 3. Auflage. Lucius und Lucius, Stuttgart 2001, ISBN 3-8252-2184-9.
- Niklas Luhmann: Funktionen und Folgen formaler Organisation. Mit einem Epilog 1994. 5. Auflage. Duncker & Humblot, Berlin 1999, ISBN 3-428-08341-5.
- Niklas Luhmann: Organisation und Entscheidung. 2. Auflage. VS Verlag, Wiesbaden 2006, ISBN 3-531-33451-4.
- Albert Martin (Hrsg.): Organizational Behaviour/Verhalten in Organisationen. Kohlhammer, Stuttgart 2003, ISBN 3-17-017193-3.
- James G. March, Herbert A. Simon: Organisation und Individuum. Wiesbaden 1976, ISBN 3-409-38211-9.
- Gareth Morgan: Bilder einer Organisation. 4. Auflage. Klett-Cotta, Stuttgart 2008, ISBN 978-3-7910-3024-1.
- Jürgen-Michael Reimer: Verhaltenswissenschaftliche Managementlehre. Haupt, Bern / Stuttgart / Wien 2005, ISBN 3-8252-2666-2.
- Karl E. Weick: Der Prozeß des Organisierens (= Suhrkamp Taschenbücher Wissenschaft. 1194). Suhrkamp, Frankfurt 1995, ISBN 3-518-28794-X.

### Englischsprachige Grundlagenliteratur
- F. H. Allport: Institutional Behavior. Chapel Hill, 1933.
- R. M. Cyert, J. G. March: A Behavioral Theory of the Firm. 4. Auflage. Prentice-Hall, Englewood Cliffs (NJ) 1963.
- R. L. Daft, R. Noe: Organizational behavior. Southwestern Publishing, Thomson Learning 2001, ISBN 0-03-033931-6.
- P. N. Johnson-Laird: Mental Models. New York 1983.
- J. G. March: A Primer on Decision Making. How Decisions Happen. 8. Auflage. Free Press, New York 1994.
- J. G. March, H. A. Simon: Organizations. New York 1958.
- Gareth Morgan: Images of Organization. aktual. Auflage. Sage Publications, 2006, ISBN 1-4129-3979-8.
- D. A. Norman: Some Observations in Mental Models. In: D. Gentner, A. L. Stevens (Hrsg.): Mental Models. Hilsdale, NJ 1983, S. 7–14.
- Stephen P. Robbins: Organizational Behavior - Concepts, Controversies, Applications. 4. Auflage. Prentice Hall, 2004, ISBN 0-13-170901-1.
- Simon, Herbert A. Administrative Behavior: A Study of Decision-Making Processes in Administrative Organizations. 4. Auflage. 1997.
- J. R. Taylor, L. Lerner: Making Sense of Sensemaking. In: Studies in Cultures, Organizations and Societies. Vol. 2.2, 1996, S. 259 ff.
- K. E. Weick: Sensemaking in Organizations. Sage 1995, ISBN 0-8039-7177-X.

### Aktuelle englischsprachige Literatur
- S. Robbins, T. Judge: Organizational Behavior. 19. Auflage. Global Edition, Pearson, Harlow 2023, ISBN 978-1-292-45002-5.
- Laurie J. Mullins, Gary Rees: Management and organisational behaviour. 13. Auflage. Pearson, Harlow 2023, ISBN 978-1-292-42238-1.
- J. L. Bowditch, A. F. Buono: A Primer on Organizational Behavior. 7. Auflage. Wiley, 2007.
- R. French, Ch. Rayner, G. Rees, S. Rumbles: Organizational Behaviour. European Ed edition. Wiley, 2008.
- L. J. Mullins: Essentials of Organizational Behaviour. 2. Auflage. FT Press, 2008.
- St. P. Robbins, T. A. Judge: Organizational Behaviour. 14. Auflage. Prentice Hall, 2010.

## Fachzeitschriften
- Journal of Organizational Behavior. Wiley & Sons. (englisch)